# Xã Lee, Quận Boone, Arkansas
Xã Lee (tiếng Anh: Lee Township) là một xã thuộc quận Boone, tiểu bang Arkansas, Hoa Kỳ. Năm 2010, dân số của xã này là 1.867 người.